# Tolosa-Centro
Tolosa-Centro (hiszp: Estación de Tolosa-Centro, bask: Tolosa Erdiko geralekua) – przystanek kolejowy w miejscowości Tolosa, w prowincji Gipuzkoa, we wspólnocie autonomicznej Kraj Basków, w Hiszpanii. Jest obsługiwany przez pociągi linii C-1 Cercanías San Sebastián.

## Położenie stacji
Znajduje się na 576,803 km linii Madryt – Hendaye rozstawu normalnotorowego, na wysokości 87 m n.p.m. Linia jest dwutorowa i zelektryfikowana.

## Historia
Przystanek został otwarty w dniu 1 września 1863 wraz z uruchomieniem odcinka Beasain-San Sebastián linii Madryt-Hendaye. Przystanek jak i linię wybudowała Compañía de los Caminos de Hierro del Norte de España, która zarządzała linią do 1941 roku kiedy nastąpiła nacjonalizacja kolei w Hiszpanii i włączono ją do nowo utworzonego RENFE.
Od 31 grudnia 2004 infrastrukturą kolejową zarządza Adif.

## Linie kolejowe
- Madryt – Hendaye